# دماء على الحدود (كتاب)
دماء على الحدود هو أحد كتب الأديب والمؤرّخ التونسي محمد المرزوقي ويؤرّخ فيه لثورة عام 1915 على الحدود التونسية الليبية. 

صورة عنوان كتاب دماء على الحدود لمحمد المرزوقي

## منهجه
هذا الكتاب هو أحد الرباعية التي خصصها مَحمد المرزوقي لتاريخ المقاومة الشعبية التونسية ضد الاستعمار الفرنسي، والتي جاءت ضمن سلسلة (معارك وأبطال)، وقد خصّص المؤلف الكتاب الأول منها لسيرة المقاوم محمد الدغباجي، وجاء الكتاب الثاني تحت عنوان صراع مع الحماية، وقد تناول فيه ردود الأفعال المسلّحة على انتصاب الحماية في تونس في عام 1881 وفي السنوات القليلة الموالية، أما هذا الكتاب فهو الثالث ضمن نفس السلسلة، وفي الكتاب الرابع المعنون ثورة المرازيق تناول المرزوقي إحدى أهم الانتفاضات التي تمت في الجنوب الغربي التونسي في أربعينات القرن العشرين. ومثلما هو الحال بالنسبة للكتب الثلاثة الأخرى، اعتمد المؤلف على ثلاثة مصادر هي: الشعر الشعبي وأخبار الرواة والوثائق المكتوبة  وقد دافع عن هذا المنهج في رد على أولئك المثقفين الذين «تردّدوا في قبول الشعر الشعبي والرواية الشفوية كوثيقة تاريخية»، متسائلا «لماذا لا يكون الشعر الشعبي في الأحداث الوطنية مصدرا من مصادر تاريخنا الوطني المجهول؟». ومن حيث التخطيط قام المؤلف بتقسيم كتابه إلى خمسة فصول متبعا منهجا زمنيا كرونولوجيا. كذلك فقد وضع فهارس عدة: أحدها للأعلام، وثانيها للقبائل والفرق والجماعات، والثالث للبلدان والمعالم، والرابع للكتب والخامس للأشعار، والسادس للمراجع التي اعتمدها في وضع الكتاب. بما يساعد على استعمال هذا الكتاب من قبل الباحثين المتخصصين والمهتمين عموما. وبالإضافة إلى ذلك أورد المؤلف في كتابه عدة صور لبعض الأعلام الذين ورد ذكرهم في الكتاب.

## المحتوى
اهتم المؤلف في هذا الكتاب بالثّورة التي حدثت في الجنوب التونسي خلال الحرب العالمية الأولى وتحديدا فيما بين عامي 1915 و1918، في حين كانت القوات الاستعمارية الفرنسية آنذاك على جبهات القتال في أوروبا تحديدا حيث تدور رحى الحرب. وقد قسّم الكتاب إلى خمسة فصول: 
- الفصل الأول هو فصل تمهيدي للكتاب، وقد جاء تحت عنوان: «انتفاضات» وقد فصّل فيه المؤلف الحديث عن الانتفاضات التي اندلعت في بداية القرن العشرين والسابقة للحرب العالمية الأولى، وخاصة منها انتفاضة عمر بن عثمان في الوسط الغربي التونسي أو ما يعرف بانتفاضة تالة عام 1906، ثم الحرب الطرابلسية عام 1911، التي هزّت الرّأي العام التونسي، ولعل من دلائل ذلك أحداث الجلاز في نفس السنة 1911، ثم حادثة الترامواي في مطلع العام الموالي 1912 وكان مسرحهما العاصمة.
- الفصل الثاني، جاء تحت عنوان «إعداد الثورة»، وهو أقصر فصول الكتاب إذ لا يتجاوز 11 صفحة.
- الفصل الثالث، عنوانه «اندلاع الثورة»، وهو الجزء الأهم من الكتاب، وقد تعرض فيه إلى سير المعارك متحدثا عن ما لا يقل عن أربعين معؤكة أو واقعة، جرت أولاها وهي معركة المرطبة يوم 14 سبتمبر 1915 وآخرها واقعة الصاخة في عام 1918.
- الفصل الرابع خصصه المؤلف لأبطال الثورة حيث ترجم لواحد وعشرين مقاوما هم على التوالي: أولاد عبد اللطيف، البشير بن سديرة، بلقاسم بن ساسي، بوبكر بن غرس الله المعروف بابن قطنش، سعد بن عون، سعد فريعيس، الشيخ صالح الشريف، صالح بن محمد العماري، ضو بن ضيف الله، علي بن عمر الطليحي، عمر الأبيض، عمر الغول، محمد الدغباجي، محمد بن سعد المقراني، محمد بن شامخ، محمد المدني الجليدي، محمد بن مذكور، المخالبة، مصباح بريبيش، منصور بوراوي، الناعس الشرياق. وبذلك فإن محمد المرزوقي يكون قد كرم عددا من المقاومين الذين تجاهلهم غيره.
- الفصل الخامس جاء تحت عنوان: «ذيول الثورة»، وقد عالج فيه نهاية الثورة ونتائجها.

## إشارات مرجعية
1. ↑  محمد المرزوقي، دماء على الحدود، الدار العربية للكتاب، تونس 1975، ص 5
2. ↑  المصدر نفسه، ص 6